# Digitalis obscura
Corregia o dedalera negra  (Digitalis obscura) es una especie de la familia de las plantagináceas.

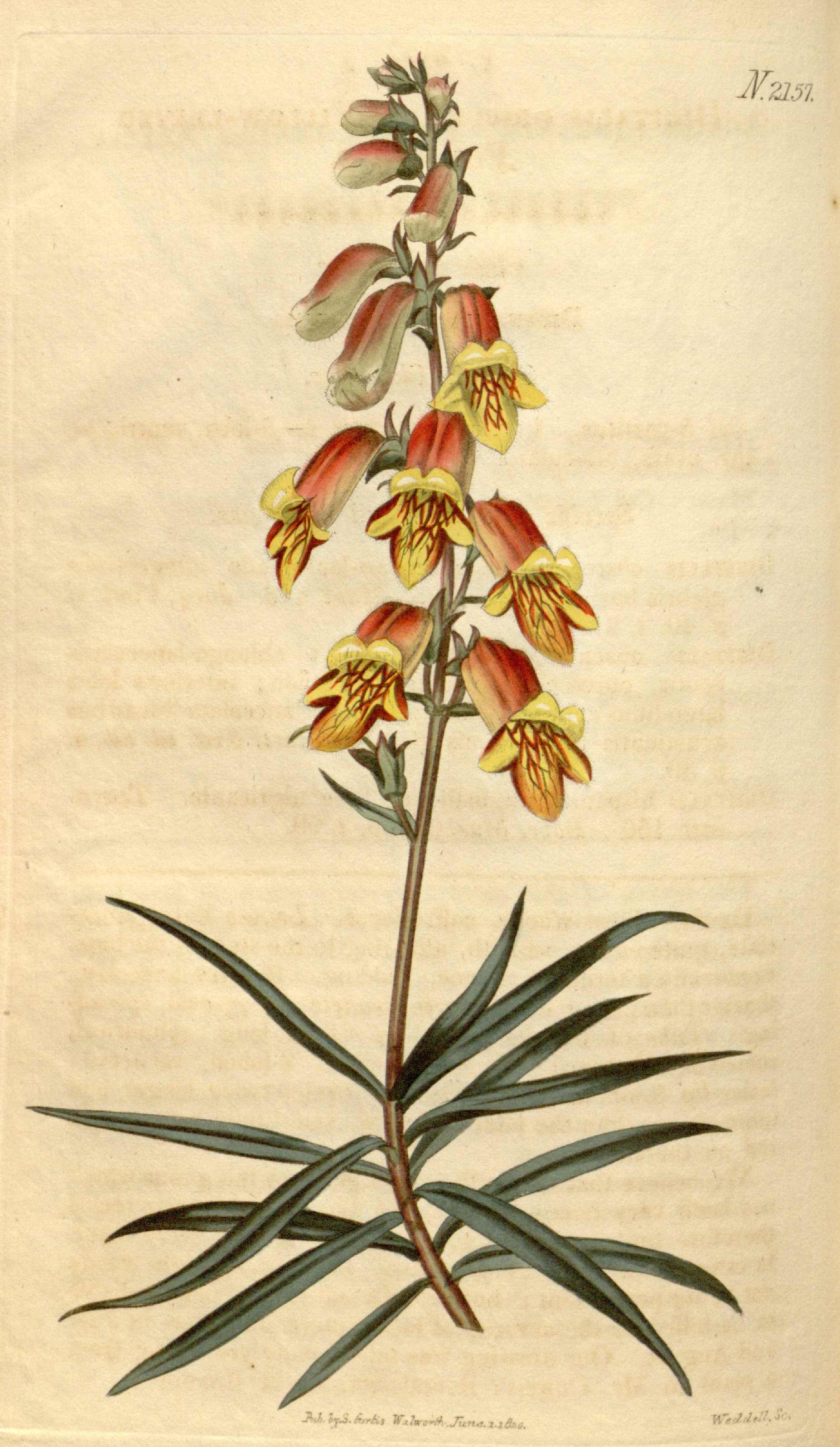
Ilustración

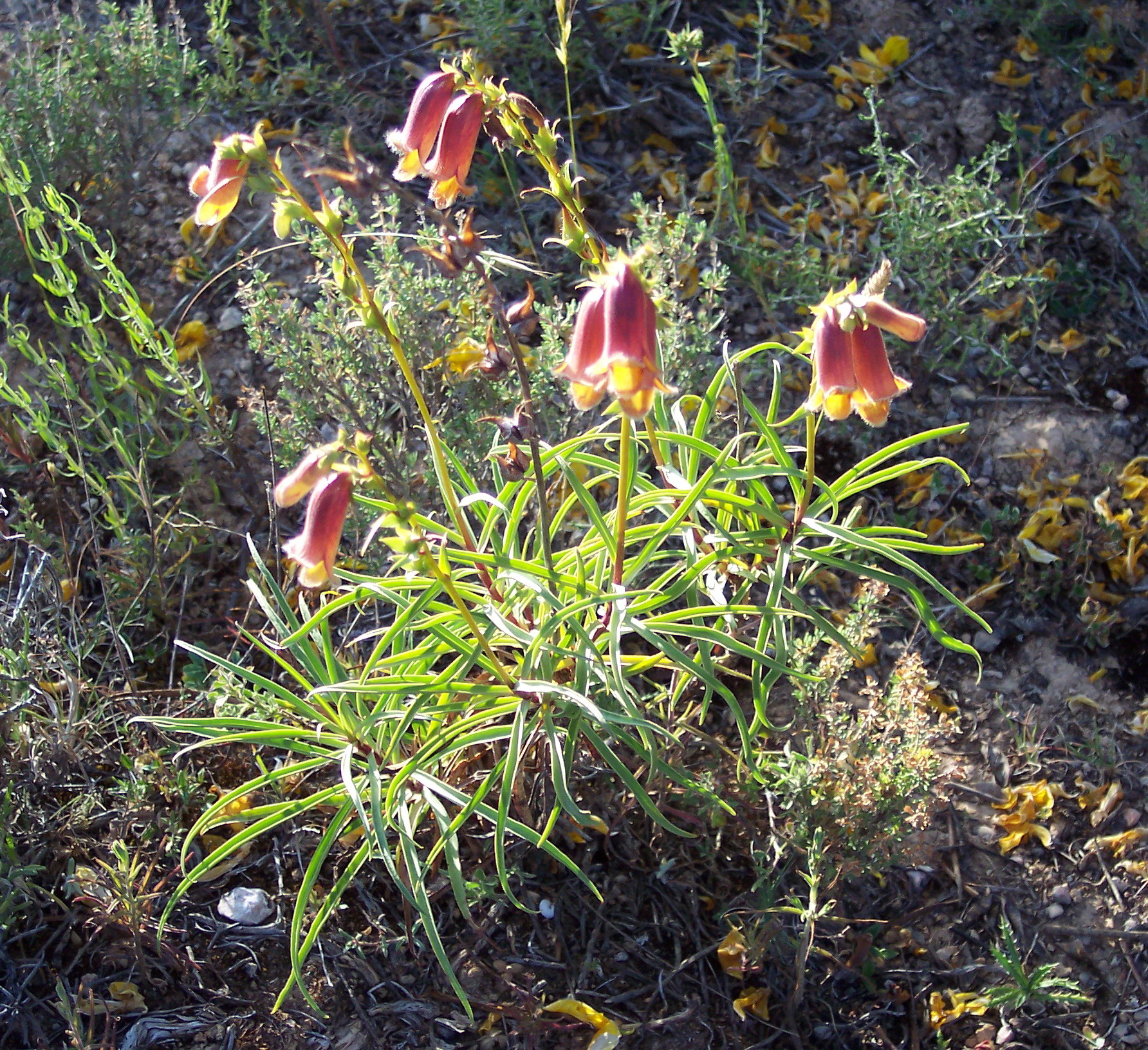
Vista de la planta en su hábitat

## Descripción
Planta vivaz, algo leñosa, con tallos rojizos que pueden sobrepasar el metro de altura. Hojas alternas, sésiles, alargadas, estrechas, coriáceas y arqueadas. Más abundantes en la parte superior de los tallos. Flores en espigas alargadas. Corola amarillenta o herrumbrosa, con manchas oscuras en el interior; labio inferior dividido en 3 lóbulos de los que el central es bastante más largo. Fruto en cápsula casi globosa o cónica, acabada en pico. Florece en primavera.

## Hábitat
Matorrales y tierras pedregosas abandonadas y grietas de peñascos, calcícola; (50)500- 1500(1900) m. (  

## Distribución
Península ibérica y NW de Marruecos (Rif).

## Usos
A pesar de tener ciertas propiedades medicinales (cardiotónico, diurético), su uso está proscrito dada su elevada toxicidad.
En la medicina veterinaria, las flores de Digitalis obscura se utilizaban tradicionalmente para promover la cicatrización de heridas y el tratamiento de los dolores de muelas en los animales. Es una de las veintitrés especies usadas tradicionalmente en Granada para tratar traumatismos o intoxicaciones en los animales.
Por via externa se emplea para favorecer la cicatrización de heridas, pero solo se utiliza en veterinaria. Por vía interna es un potente cardiotónico/cardiotóxico , sin embargo presenta un margen terapéutico ya que la diferencia entre la dosis que genera un efecto positivo y la que ofrece un efecto tóxico es muy pequeña.

## Toxicidad
Todas las partes de Digitalis obscura son venenosas si se ingieren crudas, incluyendo las raíces y semillas. Las partes más potentes de la planta son las hojas superiores.
Su toxicidad y también su poder medicinal es muy parecido al que presenta Digitallis purpurea. Se utilizan las partes aéreas , ya que son muy ricas en heterósidos cardiotónicos derivados del cardenolido (gitoxigenina, digoxigenina, digitoxigenina).
Todas las digitales son altamente tóxicas si se ingieren, ya que contienen diversos glucósidos cardíacos como la digitoxina, digitalin, digitonina, digitalosmin, gitoxin y gitalonin.
Durante la digestión, agliconas y un azúcar son liberados por la descomposición de estos glucósidos. Las agliconas afectan directamente a los músculos del corazón y pueden disminuir la frecuencia cardíaca hasta que se produce un paro cardíaco.

## Taxonomía
Digitalis obscura fue descrita por Carlos Linneo    y publicado en Species Plantarum 2: 867. 1753.
Citología
Número de cromosomas de Digitalis obscura (Fam. Scrophulariaceae) y táxones infraespecíficos: 2n=112 n=28; 2n=56
Etimología
Digitalis: nombre genérico del latín medieval digitalis = la "digital o dedalera" (Digitalis purpurea L., Scrophulariaceae). Según Ambrosini (1666), “se llama Digital porque las flores imitan la forma del dedal (a saber, de la cubierta de los dedos de las mujeres cuando cosen)”.
obscura: epíteto latino que significa "oscura, sombría".

## Nombres comunes
- Castellano: acurrujía, alcorrijía, alcurrujía, brugia, brugía, brujas, brujía, brujías, clavelina de monte, clavelinas, clavellina de monte (2), corogia, corregia (2), corrigia (5), corrigía, corrijia, corrogia, corrugia, corrujía, crugia, crugida, crugía, crugía fina, crujia fina, crujija fina (2), crujía (17), currejía, currujía, dedal de niña, dedalera (3), dedalera azafranada, dedalera negra, digital (2), digital negra (8), escorrecia, escrujiera, escurrugía (2), estepilla (4), gangrenosa, hierba crujiera (3), hierba de las cortás, hierba de las muelas, hierba de las úlceras (2), hierba gangrenosa, mansiuleta, quebrantahuesos, yerba crujida (3), yerba de la crujía, yerba de las herias, yerba de las matauras, yerba de las úlceras. (El número entre paréntesis indica las especies con el mismo nombre).[8]